# Susan Smith
Susan Leigh Vaughan Smith (Union, 26 settembre 1971) è una criminale statunitense, condannata all'ergastolo per l'omicidio dei suoi figli. Nata nella Carolina del Sud ed ex studentessa dell'università locale, venne condannata il 22 luglio 1995 per l'infanticidio dei due figli: Michael Daniel Smith, di tre anni, nato il 10 ottobre 1991, e Alexander Tyler Smith, di quattordici mesi, nato il 5 agosto 1993. Il caso divenne in breve tempo di rilevanza internazionale a causa delle accuse della Smith, che sosteneva che un uomo di colore le avesse rubato la macchina con dentro i bambini. La donna dichiarò in un secondo tempo di soffrire di turbe mentali che avrebbero alterato il suo giudizio.
Susan Smith è detenuta al Leath Correctional Institution della Carolina del Sud, vicino a Greenwood. Secondo il South Carolina Department of Corrections, la Smith è idonea per la libertà vigilata dal 4 novembre 2024, dopo aver scontato almeno trent'anni, ma la prima richiesta gli è stata negata.

## Il caso
Susan riferì inizialmente alla polizia, il 25 ottobre 1994, di essere stata derubata della macchina da un uomo di colore, che sarebbe fuggito con i suoi figli ancora sul mezzo. La Smith fece degli strazianti appelli in televisione per la salvezza dei figli. Una catena di sant'Antonio prese rapidamente a circolare su Usenet, chiedendo agli internauti di stare all'erta nel caso vedessero il veicolo. Nove giorni più tardi, comunque, dopo un'intensa ricerca e una mobilitazione nazionale, la Smith confessò infine di aver gettato la sua Mazda Protegé del 1990 nel vicino lago John D. Long, annegando i bambini che vi si trovavano dentro.
Molte persone negli Stati Uniti e nel mondo, che avevano mostrato un impeto di compassione per lei e per i due bambini "scomparsi", si sentirono profondamente tradite. La loro reazione al tradimento fu aggravata dal fatto che la Smith avesse tentato con la menzogna di accusare un uomo di colore, tirando fuori la questione razziale. Inoltre, il movente da lei addotto per l'omicidio - di essersi liberata dei bambini per poter avviare una relazione con un uomo benestante della zona, che non voleva avere una famiglia "già pronta" - fu accolto dall'opinione pubblica con stizza e repulsione. Susan non diede alcuna risposta alla domanda sul perché non avesse scelto di affidare la custodia dei figli all'ex marito David Smith, invece di ucciderli.
In un secondo momento emerse che gli investigatori avevano nutrito sospetti sulla storia di Susan fin dall'inizio, e che credevano che avesse ucciso i suoi figli. Già dal secondo giorno delle indagini le autorità sospettavano che la Smith sapesse dov'erano i bambini, ma speravano che fossero ancora vivi. Si cominciò a cercare nei laghi e negli stagni, anche nello specchio d'acqua dove i bambini vennero poi effettivamente trovati. La ragione per cui non vennero trovati prima è perché le autorità pensavano che la macchina non avesse percorso più di dieci metri nell'acqua, pertanto avevano ristretto il campo di ricerca a quel raggio; successivamente si scoprì che il mezzo si trovava a venti metri dalla riva, perché era stato lanciato a grande velocità ed era scivolato sul pelo dell'acqua per circa dieci metri.
Susan e David vennero sottoposti alla macchina della verità due giorni dopo la sparizione dei bambini: i risultati furono inconcludenti, ma mostrarono che lei mentiva quando diceva di non sapere dove fossero i suoi figli. Venne sottoposta allo stesso test in occasione di ogni successivo interrogatorio con gli investigatori, e ogni volta non superò quella domanda. Inoltre, non c'erano altre macchine vicino all'incrocio dove la Smith affermava essere avvenuto il furto, e questo costituì un importante punto di interesse nelle indagini, poiché il semaforo rosso a cui Susan affermava di essersi fermata sarebbe scattato solo se un'altra macchina fosse arrivata dal senso opposto. Secondo la sua versione, non c'era nessun'altra macchina nei paraggi e quindi non avrebbe avuto senso fermarsi al semaforo.
Durante il processo si scoprì che la Smith era stata molestata in età adolescenziale dal patrigno, il quale ammise di averlo fatto e di aver avuto rapporti sessuali con lei quand'era adulta. Il suo padre biologico si era suicidato quando lei aveva sei anni e la sua vita familiare da allora era stata molto instabile; all'età di tredici anni lei stessa aveva tentato di suicidarsi, ed un secondo tentativo era stato commesso nel 1989 dopo il diploma di maturità. In un primo tempo Susan venne imprigionata nell'Unità di Segregazione Amministrativa del carcere femminile di Columbia. Mentre era in prigione, due guardie furono punite per aver avuto rapporti sessuali con lei. Dopo questo episodio fu trasferita in un carcere di Greenwood, dov'è attualmente detenuta. Nel 2003 ha pubblicato un annuncio personale su WriteAPrisoner.com, che è stato però ritirato poco dopo.

## Riferimenti culturali
- L'episodio del 1995 di Law & Order intitolato Rachel è basato sul caso di Susan Smith. Vi si fa cenno sia nell'indagine che nel successivo processo. Il caso viene anche citato da un potenziale giurato nella 14ª stagione di Law & Order, nell'episodio Ritorno a New York.
- La canzone Car Seat (God's Presents) dei Blind Melon, nell'album Soup, parla del crimine di Susan Smith.
- Il personaggio di Shirley Bellinger nella serie Oz, che viene condannata a morte per aver affogato sua figlia gettando la macchina in un lago, è basato sulla Smith.
- La canzone When This Is Over (da Everything I Long For, 1995), del cantautore canadese Hayden, descrive la tragedia dal punto di vista di Michael Smith.
- La prima sezione di Brutal Imagination di Cornelius Eady (New York: Penguin Putnam Inc., 2001) racconta gli omicidi in versi dalla prospettiva del rapitore nero immaginario.
- Lee Ann Brown ha dedicato una poesia cantata al caso, intitolata The Ballad of Susan Smith.
- La storia di Susan Smith ha ispirato il romanzo del 1998 Freedomland di Richard Price, da cui è stato tratto il film del 2006 Il colore del crimine con Samuel L. Jackson e Julianne Moore.
- Il crimine di Susan Smith è citato nel primo episodio della terza serie di Arrested Development - Ti presento i miei. Nell'episodio, Lucille Bluth, sotto l'effetto di antidepressivi, ride nel sentire la notizia della Smith al telegiornale; alla fine della puntata, Lucille fa scivolare accidentalmente la macchina in un lago con a bordo suo figlio Buster addormentato.
- In un episodio di X-Files, Il gemello dannato, due genitori vengono accusati di aver ucciso un bambino, e il padre dice che lui e sua moglie non sono come quella donna che ha affogato i suoi figli in un lago.
- La canzone Paper Gown di Caroline Herring, dall'album Lantana, parla di Susan Smith e del suo crimine.
- Nella puntata L'episodio di Butters della quinta stagione di South Park, la mamma di Butters tenta di ucciderlo mettendolo in macchina, gettandola in un lago ed accusando un "tizio di Puerto Rico" (Butters riesce poi a fuggire incolume dalla macchina).
- Nel terzo episodio della prima stagione di Lie to Me viene mostrata un'intervista a Susan Smith in cui le sue accuse verso il ladro che le avrebbe rubato la macchina suonano sincere, ma il suo volto mostra che sta mentendo. Lightman descrive le sue emozioni come quelle di qualcuno che legge la lista della spesa.
- Nel Opie and Anthony Radio show si fanno molti riferimenti all'omicidio.
- Nel secondo episodio di Glee si cita la Smith.
- Su History Channel è stato utilizzato un video di uno degli appelli di Susan Smith e di suo marito, in cui lei supplicava il pubblico di aiutarla a trovare i suoi bambini. Il video è stato utilizzato per uno speciale sul linguaggio del corpo: quello di Susan mostrava che la sua angoscia e l'insistenza nel rivolgersi al pubblico erano finzioni.
- La sua foto appare nella sigla iniziale di Criminal Minds.